# Sérgio Mendes
Sérgio Santos Mendes (pronunție în portugheză [ˈsɛʁʒju ˈsɐ̃tuʒ ˈmẽdʒiʃ]; n. 11 februarie 1941, Niterói, Rio de Janeiro, Brazilia – d. 5 septembrie 2024, Los Angeles, California, SUA) a fost un muzician brazilian. A lansat peste 55 de materiale discografice, și cântă la bossa nova combinat cu jazz și funk. A fost nominalizat la Premiile Oscar pentru cea mai bună melodie originală în 2012 din postura de co-textier al cântecului „Real In Rio” din filmul de animație Rio.
Mendes a fost căsătorit cu Gracinha Leporace, care concertează alături de el încă din anii '70. De-a lungul anilor a colaborat cu mai mulți artiști, printre care și Black Eyed Peas, cu care a reînregistrat în 2006 o nouă variantă a hitului său „Mas Que Nada”.

## Discografie
- 1960: Dance Moderno (Philips)

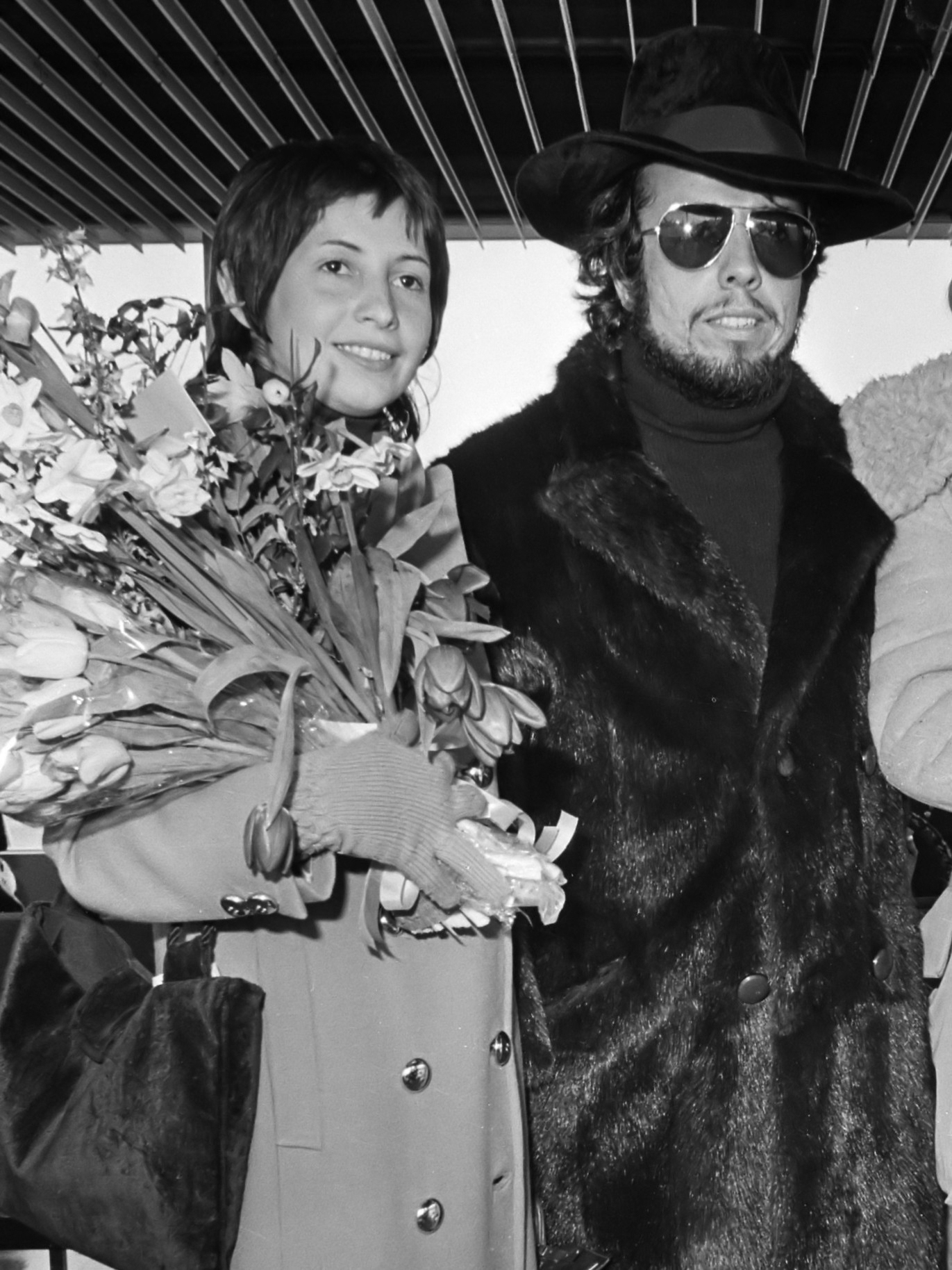
Gracinha Leporace cu Mendes, 1971

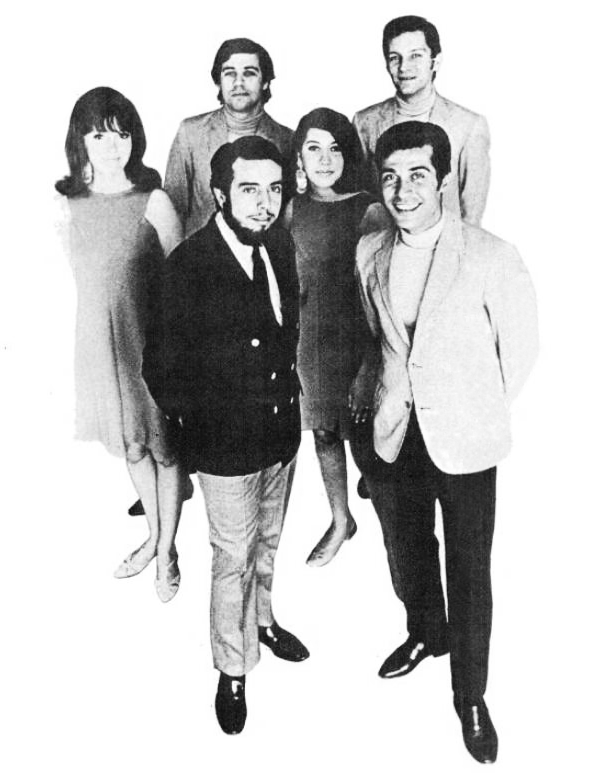
Sergio Mendes & Brasil '66

- 1962: Cannonball's Bossa Nova (Riverside/Capitol Records)
- 1963: Você Ainda Não Ouviu Nada! (a.k.a. The Beat of Brazil) (Philips)
- 1964: Bossa Nova York (a.k.a. The Swinger From Rio) (Atlantic)
- 1965: Brasil '65 (a.k.a. In The Brazilian Bag) (Capitol)
- 1966: Herb Alpert Presents (A&M)
- 1966: In Person at El Matador (Atlantic)
- 1966: The Great Arrival (Atlantic)
- 1967: Equinox (A&M)
- 1967: Quiet Nights (Philips)
- 1967: The Beat of Brazil (Atlantic)
- 1968: Look Around (A&M)
- 1968: Fool on the Hill (A&M)
- 1968: Sergio Mendes' Favorite Things (Atlantic)
- 1969: Crystal Illusions (A&M)
- 1969: Ye-Me-Lê (A&M)
- 1970: Live at the Expo
- 1970: Stillness (A&M)
- 1971: País Tropical
- 1972: Four Sider
- 1972: Raízes (Brazil) / Primal Roots (UK)
- 1973: In Concert (A&M)
- 1973: Love Music
- 1974: I Believe (Brazilia) / Sergio Mendes (UK)
- 1974: Vintage 74
- 1976: Homecooking
- 1977: Sergio Mendes and the New Brasil '77
- 1978: Brasil '88
- 1978: Pelé
- 1979: Horizonte Aberto (Brazilia) / Alegria (UK)
- 1979: Magic Lady
- 1983: Sérgio Mendes (A&M)
- 1984: Confetti (A&M)
- 1986: Brasil '86
- 1989: Arara
- 1992: Brasileiro
- 1996: Oceano
- 2006: Timeless
- 2008: Encanto
- 2010: Bom Tempo

## Legături externe
- Site oficial